# Leros
Leros (en griego Λέρος, Léros) es una isla griega que forma parte del archipiélago del Dodecaneso en el mar Egeo.
Administrativamente, Leros es también un municipio de la unidad periférica de Kálimnos de la periferia de Egeo Meridional.

## Historia
Según Anaxímenes de Lámpsaco, fue colonizada por habitantes de la ciudad de Mileto.
Heródoto menciona que Hecateo de Mileto aconsejó a Aristágoras, en torno al año 495 a. C., refugiarse en tras unas fortificaciones de Leros para volver más tarde a atacar Mileto, pero Aristágoras prefirió hacer caso omiso de este consejo y se retiró a Mircino.
Tucídides cita Leros como el lugar donde llegaron las naves al mando del espartano Terímenes el año 412 a. C.
Fue un refugio de piratas hasta que los caballeros de la Orden de San Juan de Jerusalén y los bizantinos se disputaron su dominio en 1319, resultando vencedores los primeros. 
En 1912, luego de la Guerra italo-turca, la isla (junto a otras islas del Dodecaneso), quedó bajo el control del Reino de Italia, como parte de las islas italianas del mar Egeo.

## Geografía
Leros es una isla de 53 km². Sus puertos principales son Lakki para los ferris (en la costa oeste) y Agia Marina para los aerodeslizadores (costa este). La ciudad principal, Plátanos (Πλάτανος), posee una magnífica fortaleza bizantina recientemente restaurada en la que se encuentra la Iglesia de la Panagía. Las otras ciudades son Jerokambos y Parzéni.

## Economía
La mayoría de los habitantes de la isla de Leros viven de la pesca de esponjas.
La isla está comunicada con el resto de Grecia por un servicio de ferris así como un aeropuerto del que salen cada día dos aviones hacia Atenas.

## Turismo
La isla es frecuentada por un grupo de intelectuales europeos, del que destacan el francés Bernard-Henri Lévy y el belga Patrick De Deken.